# L'Illustration

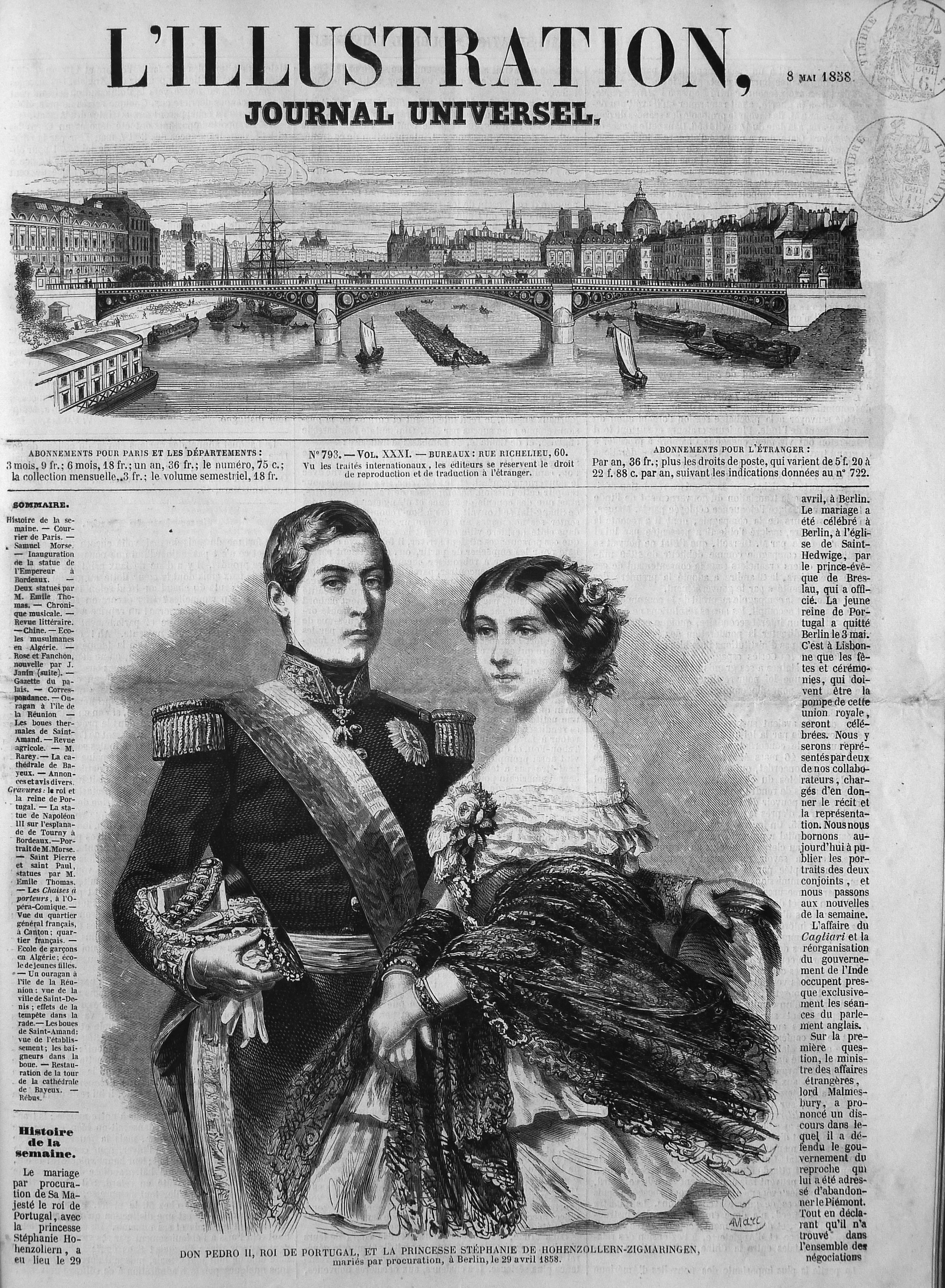
Casamento de D. Pedro V, capa da edição de 8 de maio de 1858.

L'Illustration ("A Ilustração", em francês) foi um jornal semanal em francês, publicado em Paris. Foi fundado por Édouard Charton, e sua primeira edição saiu em 4 de março de 1843.
Em 1891 o Illustration se tornou o primeiro jornal francês a publicar uma fotografia e, em 1907, o primeiro a publicar uma fotografia a cores.
O jornal também publicou o romance de Gaston Leroux, Le mystère de la chambre jaune, como uma série de ficção, cerca de um ano antes de seu lançamento, em 1908.
Durante a Segunda Guerra Mundial, o jornal passou a ser publicado por Jacques de Lesdain, um colaborador dos nazistas; depois da Liberação de Paris, o jornal foi fechado, e reabriu em 1945 como France-Illustration; em 1957 o periódico foi à falência e fechou definitivamente.